# Пивень, Шахар
Шахар Пивень (ивр. שחר פיבן‎; 21 сентября 1995, Биробиджан, Россия) — израильский футболист, защитник тель-авивского «Маккаби».

## Биография
Родился в Биробиджане 21 сентября 1995 года. В возрасте 6 лет переехал в израильский город Ришон-ле-Цион, где позже начал заниматься футболом в местном Хапоэле. Затем перешёл в молодёжную команду тель-авивского «Маккаби». Профессиональную карьеру начал в 2015 году, когда был отдан в аренду в «Бейтар Тель-Авив Рамла», за который выступал около двух с половиной лет в Лиге Леумит. В январе 2018 года был отдан в аренду в «Ашдод», в составе которого дебютировал в высшей лиге 13 января, выйдя на замену на 78-й минуте в матче с «Маккаби» (Нетания). Всего за «Ашдод» провёл 14 матчей в чемпионате Израиля. С сезона 2018/19 выступает за «Маккаби» Тель-Авив.

## Достижения
«Маккаби» Тель-Авив
- Чемпион Израиля: 2018/2019
- Обладатель Кубка Тото: 2018/2019